# Platylister ramoicola
Platylister ramoicola är en skalbaggsart som först beskrevs av Sylvain Auguste de Marseul 1879.  Platylister ramoicola ingår i släktet Platylister och familjen stumpbaggar. Inga underarter finns listade i Catalogue of Life.